# Gemeindeverwaltungsverband Meersburg
Gemeindeverwaltungsverband Meersburg – związek gmin (niem. Gemeindeverwaltungsverband) w Niemczech, w kraju związkowym Badenia-Wirtembergia, w rejencji Tybinga, w regionie Bodensee-Oberschwaben, w powiecie Bodenseekreis. Siedziba związku znajduje się w mieście Meersburg, przewodniczącym jego jest Sabine Becker.
Związek gmin zrzesza jedno miasto i cztery gminy wiejskie:
- Daisendorf, 1 576 mieszkańców, 2,44 km²
- Hagnau am Bodensee, 1 450 mieszkańców, 2,93 km²
- Meersburg, miasto, 5 625 mieszkańców, 12,08 km²
- Stetten, 987 mieszkańców, 4,30 km²
- Uhldingen-Mühlhofen, 7 910 mieszkańców, 15,66 km²